# Justin Baldoni
Justin Louis Baldoni (Los Angeles, 24 gennaio 1984) è un attore e regista statunitense.

## Biografia
Baldoni è nato a Los Angeles, California, ed è cresciuto a Medford, Oregon, figlio di Sharon e Sam Baldoni. Suo padre è di origini italiane. Suo nonno paterno è Louis Baldoni, senatore dell'Indiana e immigrato italiano. I genitori di Baldoni aderirono alla fede Bahá'í, che Baldoni pratica devotamente. Al liceo ha praticato calcio e corsa su pista, è stato inoltre un disc jockey radiofonico in una stazione radio locale. Mentre si trasferiva in un nuovo condominio, Baldoni incontrò un manager che gli consigliò di intraprendere la carriera di attore. Ha frequentato il college con una borsa di studio atletica parziale, ma in seguito ha abbandonato gli studi.
Justin Baldoni ha fatto il suo esordio nel 2004 interpretando la parte di Ben nella soap-opera Febbre d'amore. Dopo alcuni ruoli tra il 2005 e il 2006 recita nella serie Everwood interpretando un ruolo di prima linea per poi passare a serie come Streghe, CSI: Miami fino ad arrivare a Beautiful nel 2010 nella parte di Graham. Ha anche recitato in diversi film per il cinema. È il co-protagonista della serie targata CW Jane the Virgin in cui interpreta la parte di Rafael Solano. Nel 2019 debutta come regista e produttore del film A un metro da te. Nel 2021 ha pubblicato il saggio Man Enough.
Nel 2024 ha prodotto e diretto il film It Ends With Us - Siamo noi a dire basta, a seguito del quale, nel dicembre 2024, è stato denunciato per molestie sessuali su luogo di lavoro e campagna denigratoria, dall'attrice Blake Lively. Nel gennaio 2025 ha a sua volta fatto causa alla Lively e al marito Ryan Reynolds per 400 milioni di dollari, accusandoli di estorsione, diffamazione e violazione della privacy.

## Vita privata
Dopo un anno di frequentazione, nel luglio 2013, ha sposato Emily Baldoni (nata Foxler) a Corona, in California. La coppia ha una figlia, Maiya Grace, nata il 27 giugno 2015 e un figlio, Maxwell, nato il 18 ottobre 2017.

## Filmografia

### Attore

#### Cinema
- La coniglietta di casa (The House Bunny), regia di Fred Wolf (2008)
- The Forgotten Ones, regia di Jorg Ihle (2009)
- Minkow, regia di Bruce Caulk (2011)
- It Ends With Us - Siamo noi a dire basta (It Ends With Us), regia di Justin Baldoni (2024)

#### Televisione
- Febbre d'amore (The Young and the Restless) – soap opera, 4 puntate (2004)
- Wedding Daze, regia di Georg Stanford Brown – film TV (2004)
- Il giorno degli squali (Spring Break Shark Attack), regia di Paul Shapiro – film TV (2005)
- JAG - Avvocati in divisa (JAG) – serie TV, episodio 10x15 (2005)
- Streghe (Charmed) – serie TV, episodio 7x22 (2005)
- Everwood – serie TV, 15 episodi (2005-2006)
- CSI: Miami – serie TV, episodio 6x02 (2007)
- Zack e Cody al Grand Hotel (The Suite Life of Zack and Cody) – serie TV, episodio 3x17 (2008)
- Heroes – serie TV, episodio 3x16-3x18 (2009)
- Beautiful (The Bold and the Beautiful) – soap opera, 10 puntate (2010)
- CSI: NY – serie TV, 1 episodio (2010)
- Stalking - La storia di Casey (Shadow of Fear), regia di Michael Lohmann – film TV (2012)
- Jane the Virgin - serie TV, 100 episodi (2014–2019)

### Regista
- A un metro da te (Five Feet Apart, 2019)
- Nuvole (Clouds, 2020)
- It Ends With Us - Siamo noi a dire basta  (It Ends With Us, 2024)

## Doppiatori italiani
Nelle versioni in italiano nelle opere in cui ha recitato, Justin Baldoni è stato doppiato da:
- Gianfranco Miranda in CSI: NY, Jane the Virgin
- Corrado Conforti in CSI: Miami
- Marco Vivio in Everwood
- Fabrizio Vidale in Beautiful
- Andrea Bolognini in Stalking - La storia di Casey
- Marco Giansante in It Ends with Us - Siamo noi a dire basta